# 2raumwohnung
2raumwohnung ist ein im Jahr 2000 gegründetes deutsches Elektropopduo aus Berlin, das aus der Sängerin Inga Humpe und deren Lebensgefährten Tommi Eckart besteht. Zu ihren bekanntesten Werken gehört der Sommerhit 36 Grad. Die kommerziell erfolgreichste Veröffentlichung des Duos ist ihr 2001 erschienenes Debütalbum Kommt zusammen mit mehr als 150.000 verkauften Einheiten.

## Geschichte

### Entstehung und Anfänge
Inga Humpe und Tommi Eckart lernten sich im Ostteil Berlins kennen, wo sie sich bereits kurz nach der Wende niedergelassen hatten. Humpe war zuvor Sängerin bei den Neonbabies und DÖF, Eckart arbeitete unter anderem mit DJ Hell, Ralf Hertwig und Andreas Dorau zusammen. Humpe und Eckart leben nach eigener Aussage seit 1993 in einer Beziehung. Im Jahr 2000 entschlossen sie sich, ein Popduo zu werden und nannten sich 2raumwohnung.

### 2001: Erster Auftritt und DebütalbumKommt zusammen
Ihren ersten öffentlichten Auftritt hatte das Duo im Jahr 2001 im Sternradio, einem legendären Club am Alexanderplatz. Bereits zuvor waren sie als Studioprojekt aktiv, ihre Musik wurde unter Pseudonym beispielsweise in der Werbung von Cabinet (Song Wir trafen uns in einem Garten) und der HypoVereinsbank verwendet. Letztere unterlegte einen Fernsehspot zur Einführung des Euro mit dem Titel 2 von Millionen von Sternen, dessen Herkunft einer breiten Öffentlichkeit zu diesem Zeitpunkt jedoch nicht bekannt wurde.
Die Veröffentlichung des Debütalbums erfolgte am 2. Juli 2001 unter dem Titel Kommt zusammen. Es enthielt insgesamt 13 Titel und war noch unter Regie von Goldrush beziehungsweise dem Plattenlabel BMG entstanden. Die Rezensionen waren überwiegend positiv und reichten von einer „neuen Leichzeitigkeit“ bis zur „esoterischen Kinderdisco“.

### 2002–2006: StudioalbenIn wirklich,Es wird MorgenundMelancholisch schön
Aufgrund des erfolgreichen Verkaufs wurde im Januar 2002 zusätzlich eine Remix-Version von Kommt zusammen produziert, auf der sie House- und Elektro-Elemente kombinierten. Im September desselben Jahres erschien In wirklich, mit dem das Duo an den Erfolg des ersten Albums nahtlos anknüpfen konnte. Zwar fehlte einigen Kritikern zufolge in weiten Teilen der Charme, der das letzte Album ausgemacht hatte, es stieg jedoch trotzdem auf Anhieb auf dem fünften Platz der deutschen Charts ein. Im Zuge der Veröffentlichung von In wirklich sagten 2raumwohnung:

„Wir machen Musik für Leute, die die Sinnfrage stellen, die nicht so RTL-geprägt sind.“

2raumwohnung wurden für In wirklich mit dem Deutschen Dance Award als bestes Album ausgezeichnet. Im August 2004 folgte mit Es wird Morgen bereits das nächste Werk, das insgesamt zwölf Titel enthielt und in insgesamt drei CD-Variationen in den Handel kam. Rezensenten stellten die Lieder in die Tradition der Musik der 1980er Jahre und attestierten 2raumwohnung eine „beeindruckende musikalische Reife“, wenn auch eine gewisse Belanglosigkeit. Die zu Es wird Morgen gehörende Tournee führte 2raumwohnung durch Deutschland und vereinzelt durch angrenzende europäische Länder. Als Vorgruppe traten Jansen und Kowalski auf. 2005 folgte das Sommeralbum Melancholisch Schön, für das 2raumwohnung zwölf ihrer bekanntesten Songs ausgewählt und diese im Bossa-Nova-Stil neu abgemischt hat. Bestandteil des Albums war beispielsweise die Single Sexy Girl, die zuvor auf Kommt zusammen erschienen war und überregionale Bekanntheit erreichte. Ferner erhielten 2raumwohnung im Jahr 2005 die Goldenen Stimmgabel als bestes Duo.

### 2007: Sommerhit und Studioalbum36 Grad
Für das fünfte Studioalbum 36 Grad, das nach einer kurzen Pause im Februar 2007 veröffentlicht wurde, komponierten 2raumwohnung zwei Songs mit Peter Plate von Rosenstolz sowie dem Produzenten Ulf Leo Sommer. Mit der Single Besser geht’s nicht erreichte das Duo vorab erstmals auf Anhieb eine Platzierung unter den besten Dreißig der deutschen Charts, außerdem verwendete man es in einem Werbespot der AOK. Die zweite Singleauskopplung 36 Grad war noch erfolgreicher. Die Single wurde einer der Sommerhits 2007 und auch in den folgenden Jahren häufig weiter gespielt. Inga Humpe selbst bezeichnete den Titel als ihr Last Christmas, er habe eine lange Haltbarkeit und werde immer wieder überarbeitet. In der Tat veröffentlichte sie zum Beispiel 2008 Rhythms del Mundo, auf dem kubanische Musiker unter anderem mit 2raumwohnung an einer überarbeiteten Fassung von 36 Grad gearbeitet haben. Vertreten waren auch Rosenstolz, Culcha Candela, Ich + Ich sowie Jan Delay.
Kommerziell gesehen war 36 Grad das bisher erfolgreichste Album von 2raumwohnung, es erreichte den Platz 63 in den Jahrescharts 2007. Daneben erfolgte die Produktion diverser Remixe unter anderem mit Paul van Dyk und Oliver Huntemann. Die Tournee 36 Grad im Sommer 2007 führte das Duo durch insgesamt 17 Städte, darunter Berlin, Köln und München, aber auch Wien und Zürich. Anschließend veröffentlichten 2raumwohnung unter 36 Grad Live eine Video-DVD, auf der sowohl das gesamte Konzert in der Berliner Columbiahalle als auch ergänze Auftritte aus den Jahren 2003 bis 2005 enthalten sind.

### 2008–2009: Auftritte als DJ-Team und AlbumLasso
2raumwohnung sind überdies auch als DJ-Team aktiv und treten beispielsweise in New York auf. 2008 spielten sie im Rahmen von Moguai & Friends in der Essener Weststadthalle, bereits 2003 (ebenfalls zusammen mit Moguai) während der Smirnoff Experience auf der Praterinsel.
Nachdem 2008 kein neues Album herausgegeben wurde, erschien im August 2009 schließlich das sechste Studioalbum Lasso. Die Bezeichnung wählte man in Anlehnung an Orlando di Lasso. Insgesamt enthielt das Werk 13 Stücke, darunter auch die Singles Wir werden sehen und Rette mich später. Obwohl Lasso nicht ganz an den Erfolg von 36 Grad anknüpfen konnte, bescheinigten Rezensenten dem Album die Fähigkeit, das „Lebensgefühl der Berliner in allgemein verständliche Musiksprache“ umzusetzen. Inga Humpe bestätigte in einem Interview, der Großstadtdschungel habe ihr jüngstes Werk maßgeblich beeinflusst. Auch mit Lasso gingen 2raumwohnung auf Tournee (Lasso Tour 2009), gemeinsam mit dem deutsch-amerikanisch-persischen Musiker Malakoff Kowalski. Außerdem erschien 2010 auch von Lasso ein Remix-Album, unter anderem in Zusammenarbeit mit Paul Kalkbrenner, Blake Baxter und Abe Duque.

### 2010–2012:Gute Zeiten, schlechte Zeitenundhr-Sinfonieorchester
2010 gab das Management der Band bekannt, man werde zwei Gastauftritte in der Seifenoper Gute Zeiten, schlechte Zeiten spielen. Die Episoden wurden am 12. und 15. Februar ausgestrahlt, wobei 2raumwohnung sowohl ihren Sommerhit 36 Grad als auch ihren Titel Rette mich später im sogenannten Mauerwerk präsentierten. Der Auftritt diente dem promoten des neuen Albums und der anschließenden Tournee. Neben dem Fernsehen hielten 2raumwohnung auch Einzug in die neuere deutsche Literatur: So tanzt etwa im Roman Nachrückende Generationen von Oliver Bendel ein Junge zu Wir sind die anderen. Außerdem zeichnete die B.Z. die Band im Januar 2010 mit ihrem Kulturpreis aus. 2011 spielten 2raumwohnung zusammen mit dem hr-Sinfonieorchester unter dem Komponisten Moritz Eggert die 5. Sinfonie von Gustav Mahler. Das sogenannte Music Discovery Project hatte zum Ziel, unterschiedliche musikalische Welten miteinander in Verbindung zu bringen.

### 2013–2014: Album und TourneeAchtung fertig

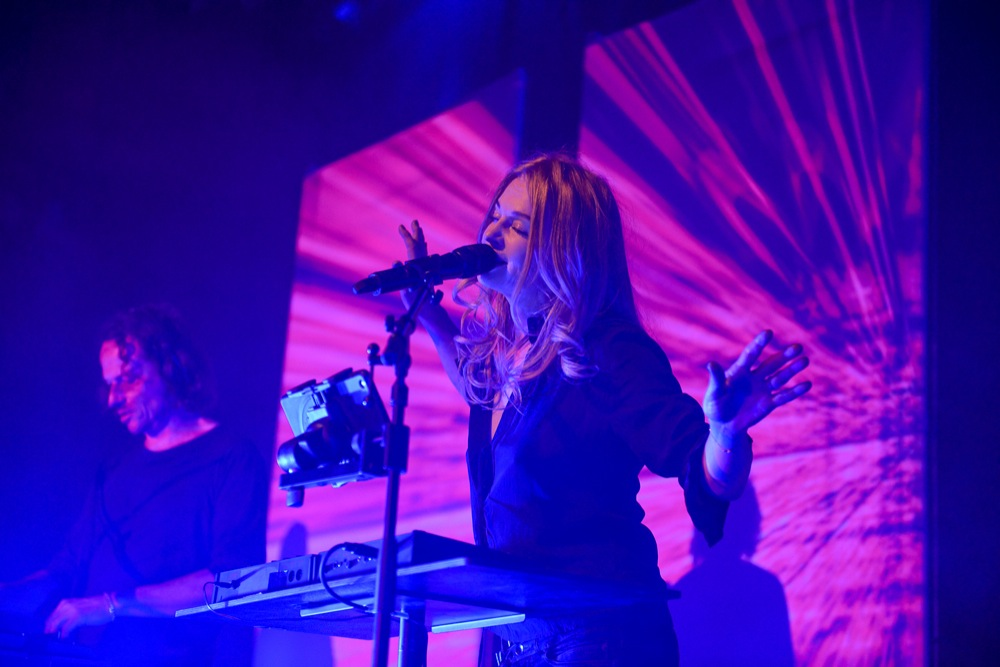
2raumwohnung in Darmstadt (2014)

Am 6. September 2013 erschien ihr siebtes Studioalbum Achtung fertig. Es wurde unter anderem in Los Angeles produziert, die erste Single Bei dir bin ich schön wurde bereits im August desselben Jahres veröffentlicht. Im Vorfeld wurde der Titel Ich mag’s genau so als kostenloser Download bereitgestellt, die Videos zu beiden Songs drehte der Schauspieler Henning Gronkowski. Im Oktober und November 2013 sowie im März 2014 gingen 2raumwohnung mit Achtung fertig auf Tournee durch Deutschland, Österreich, Luxemburg und die Schweiz.

### 2017–2020: DoppelalbumNacht und Tag, Auftritte und 20-Jahre-Jubiläum
Nach mehrjähriger Pause erschien am 16. Juni 2017 ihr achtes Studioalbum Nacht und Tag, das erste Doppelalbum der Band. Die erste Single Somebody Lonely and Me daraus erschien im Februar 2017. Im Mai 2017 folgte mit Hotel Sunshine die zweite Single, im Juni die dritte Single mit dem Titel Ich bin die Bass Drum. Das Video für einen Remix stammt von Helene Hegemann.
2018 gab 2raumwohnung im Rahmen der Eröffnung der Olympischen Winterspiele ein Konzert in der südkoreanischen Hauptstadt Seoul.
Im Jahr 2020 veröffentlichte 2raumwohnung anlässlich seines 20-Jahre-Jubiläums ein Best-of-Album mit zwei Singles, darunter Das ist nicht das Ende Baby. Zusätzlich legte Inga Humpe unter dem Titel „Wir trafen uns in einem Garten“ ein Buch vor, das auch die Anfänge des Duos behandelt. Die für das Frühjahr 2020 geplante Jubiläumstour wurde aufgrund der Coronavirus-Pandemie verschoben und schließlich 2022 gespielt.

## Engagement und Initiativen
Im April 2008 unterzeichneten 2raumwohnung zusammen mit rund 200 anderen Künstlern einen offenen Brief des Bundesverbands der Musikindustrie an Bundeskanzlerin Angela Merkel, der unter anderem in der Süddeutschen Zeitung und Frankfurter Allgemeinen Zeitung zu lesen war. In diesem sprachen sie sich für einen verstärkten Schutz geistigen Eigentums aus, dem insbesondere durch Filesharing geschadet werde. In Folge der Nuklearkatastrophe von Fukushima initiierten 2raumwohnung 2011 zusammen mit anderen Künstlern einen weiteren offenen Brief und eine Mahnwache vor dem Bundeskanzleramt, welche den sofortigen Ausstieg aus der Atomkraft zum Ziel hatten.
2raumwohnung waren mehrfach Repräsentant deutscher Musik auf internationalen Großveranstaltungen. So gab das Duo beispielsweise am Deutschen Nationentag auf der Expo 2010 in Shanghai ein Konzert, neben anderen Künstlern wie Nobelpenner und Konrad Küchenmeister. Im Juni 2010 waren 2raumwohnung auf Einladung des Goethe-Instituts und der Deutschen Botschaft Pretoria zu Gast bei der Fußballweltmeisterschaft 2010 in Südafrika. Auf der Veranstaltung Football meets Culture traten sie gemeinsam mit Frank Dellé auf.
2raumwohnung setzt sich immer wieder für die Förderung deutscher Musik ein. So forderte das Duo beispielsweise eine bundesweite Radioquote für inländische Musikproduktionen.

## Diskografie
Studioalben

| Jahr | Titel               | Höchstplatzierung, Gesamtwochen, AuszeichnungChartplatzierungen (Jahr, Titel, Platzierungen, Wochen, Auszeichnungen, Anmerkungen) | Höchstplatzierung, Gesamtwochen, AuszeichnungChartplatzierungen (Jahr, Titel, Platzierungen, Wochen, Auszeichnungen, Anmerkungen) | Höchstplatzierung, Gesamtwochen, AuszeichnungChartplatzierungen (Jahr, Titel, Platzierungen, Wochen, Auszeichnungen, Anmerkungen) | Anmerkungen                             |
| Jahr | Titel               | DE | AT | CH | Anmerkungen                             |
| ---- | ------------------- | --- | --- | --- | --------------------------------------- |
| 2001 | Kommt zusammen      | DE30 Gold · (27 Wo.)DE | AT18 (7 Wo.)AT | — | Erstveröffentlichung: 2. Juli 2001      |
| 2002 | In wirklich         | DE5 (14 Wo.)DE | AT28 (8 Wo.)AT | CH73 (3 Wo.)CH | Erstveröffentlichung: 2. September 2002 |
| 2004 | Es wird Morgen      | DE2 Gold · (14 Wo.)DE | AT15 (7 Wo.)AT | CH24 (7 Wo.)CH | Erstveröffentlichung: 30. August 2004   |
| 2005 | Melancholisch schön | DE8 (10 Wo.)DE | AT29 (10 Wo.)AT | CH31 (6 Wo.)CH | Erstveröffentlichung: 20. Juni 2005     |
| 2007 | 36 Grad             | DE7 Gold · (33 Wo.)DE | AT15 (7 Wo.)AT | CH11 (19 Wo.)CH | Erstveröffentlichung: 2. Februar 2007   |
| 2009 | Lasso               | DE5 (6 Wo.)DE | AT22 (3 Wo.)AT | CH5 (7 Wo.)CH | Erstveröffentlichung: 31. Juli 2009     |
| 2013 | Achtung fertig      | DE4 (5 Wo.)DE | AT18 (2 Wo.)AT | CH5 (5 Wo.)CH | Erstveröffentlichung: 6. September 2013 |
| 2017 | Nacht und Tag       | DE23 (3 Wo.)DE | AT33 (2 Wo.)AT | CH36 (2 Wo.)CH | Erstveröffentlichung: 16. Juni 2017     |

## Auszeichnungen (Auswahl)
- 2003: Dance Music Award als bestes Album für In wirklich
- 2005: Dance Music Award als bestes Album für Es wird Morgen
- 2005: Goldene Stimmgabel als bestes Duo[13]
- 2010: Musikexpress Style-Award als Best Performer Domestic[55]
- 2010: Kulturpreis der B.Z.[30]
- 2022: Deutscher Fernsehpreis[56]